# Verenigde Europese Visserijcoöperaties
De Verenigde Europese Visserijcoöperaties (VEVC) is de overkoepelende organisatie van de Nederlandse Visserijcoöperaties.
De VEVC werd opgericht op 24 januari 1990 in Sneek met als doel de materiële behoeftes van de Visserijcoöperaties te bundelen om een concurrerend product te verkrijgen, dat aan de gestelde eisen van de visserij voldoet. Anderzijds is de VEVC een overlegorgaan om tijdig in te spelen op veranderingen in de markt, ervaringen uit te wisselen en activiteiten te ontplooien. De hoofdzaak is steeds het verlenen van een blijvende optimale service aan haar ruim 650 aangesloten leden. Vooral boomkorvissers zijn lid van de coöperatie. Naast de leden kunnen ook particulieren en bedrijven inkopen doen bij de diverse vestigingen tegen een zeer scherpe prijs.
De VEVC heeft tien vestigingen 
- Coöperatieve Inkoopvereniging van Visserijbenodigdheden Lauwerszee (Lauwersoog).
- Coöperatieve Inkoopvereniging van Visserijbenodigdheden Harlingen (Harlingen).
- Coöperatieve Inkoopvereniging van Visserijbenodigdheden Texel (Oudeschild/Texel).
- Coöperatieve Inkoopvereniging van Visserijbenodigdheden Den Helder (Den Helder).
- Coöperatieve Inkoopvereniging van Visserijbenodigdheden Den Oever (Den Oever).
- Coöperatieve Inkoopvereniging van Visserijbenodigdheden Urk (Urk).
- Coöperatieve Inkoopvereniging van Visserijbenodigdheden Katwijk (Katwijk).
- Coöperatieve Inkoopvereniging van Visserijbenodigdheden Westvoorn (Stellendam).
- VOF Samen Verder (Colijnsplaat).
- Coöperatie ''Welbegrepen Eigenbelang'' (Breskens).

De VEVC probeert zich sterk te maken voor haar leden en eventuele opvarenden en onderneemt daarvoor verscheidene initiatieven. Een voorbeeld daarvan is het VEVC Veiligheidscentrum, welke een gloednieuw type reddingsvlot op de markt heeft gebracht, dat veiliger is dan de huidige markt aanbiedt. Het vlot richt zich in het water namelijk zelf op. In storm weer is dit handmatig haast niet te doen. Naast het veiligheidsaspect is het andere grote voordeel, dat het vlot maar eens in de 2,5 jaar gekeurd hoeft te worden. Jaarlijks wordt de cilinder op druk getest, maar daarvoor hoeft het vlot niet van boord af.
Jaarlijks wordt er door de VEVC een ledendag gehouden.